# Madurski jezik
Madurski jezik (ISO 639-3: mad; madura, basa mathura, madhura, madurese), austronezijski jezik madurske podskupine malajsko-sumbavskih jezika, kojim govori 13 600 000 ljudi u Indoneziji (2000 census) na otocima Madura, Sapudi i Java, i oko 900 u Singapuru (1985) od 14 292 etničkih (1985).
Ima više dijalekata koji nose nazive prema lokalitetima (otocima i gradovima), to su: baweanski na otoku Bawean, Bangkalanski po gradu Bangkalan na otoku Madura, Pamekasanski po regenciji (kabupaten) Pamekasan na Maduri, Sampang, u regenciji Sampang, sapudski na otocima Sapudi i sumenepski po regenciji Sumenep (otok Madura)

## Vanjske poveznice
- Ethnologue (14th)
- Ethnologue (15th)